# Georges Picquart
Marie Georges Picquart (ur. 6 września 1854 w Strasburgu, zm. 19 stycznia 1914 w Amiens) – francuski oficer oraz minister wojny. Znany przede wszystkim ze związku z aferą Dreyfusa.
Major Picquart służył jako sprawozdawca podczas pierwszego procesu Alfreda Dreyfusa dla ministra wojny oraz szefa sztabu. 6 kwietnia 1896 r. awansował do stopnia podpułkownika. W tym samym roku, służąc jako szef sekcji we francuskim wywiadzie wojskowym, odkrył, że koronny dowód w sprawie Dreyfusa, jakim było pismo do ambasady niemieckiej przypisywane Dreyfusowi, okazało się dziełem majora Ferdinanda Walsina Esterhazy’ego. Generałowie, którzy zaznajomili się z odkryciem podpułkownika, próbowali skłonić go do zachowania sprawy w tajemnicy, lecz podpułkownik prowadził dalej śledztwo (sabotowane przez jego podwładnego, majora Henry’ego), co w konsekwencji spowodowało jego przeniesienie do garnizonu w Tunisie. Po procesie Émile’a Zoli, który bronił Dreyfusa w artykule J’Accuse…!, Picquart został oskarżony o wymuszenie zeznań Esterhazy’ego. Oczekiwał na sąd wojskowy w czasie, gdy francuski Sąd Najwyższy rozpatrywał sprawę Dreyfusa.
Uniewinnienie Alfreda Dreyfusa w 1906 roku obejmowało również Picquarta, którego awansowano na stopień generała brygady. Od 24 października 1906 do 24 lipca 1909 był ministrem wojny w I gabinecie Georges Clemenceau. Zmarł wskutek obrażeń odniesionych po upadku z konia. Pochowany na Cmentarzu Père-Lachaise. 

## W kulturze popularnej
- 2019 – w filmie Oficer i szpieg w reżyserii Romana Polańskiego odtwórcą roli Picquarta jest Jean Dujardin.